# Otacilia ornata
Otacilia ornata là một loài nhện trong họ Phrurolithidae.
Loài này thuộc chi Otacilia. Otacilia ornata được Christa L. Deeleman-Reinhold miêu tả năm 2001.